# Cristina Andreu i Galipienso
Cristina Andreu i Galipienso   (Elx, 28 de maig de 1962) és una ballarina, coreògrafa, actriu, directora de companyia i professora de dansa valenciana.
Es va formar a la seva ciutat natal durant els primers anys vuitanta en dansa acadèmica, acrobàcia i pantomima amb Pilar Sánchez, Vicente Gregori, Helia Gavaldà i Christian Atanasiu, entre d'altres. Va continuar la formació en dansa moderna en les tècniques Graham, Limon i Cunningham, alhora que es va iniciar com a ballarina en les companyies Ballet Clàssic de València i Dansaires, i com a actriu en diferents espectacles de la companyia Uf! Manyaga Experimental i La Carátula. El 1987 va fundar amb Catalina Vilana i Charo Ribera la companyia de dansa Melic&Melics, en la qual es va iniciar com a coreògrafa; alhora, va ballar en dos espectacles, Via i Shuei, de Vianants Dansa, i en el Centre Nacional de Noves Tendències Escèniques amb Francesc Bravo en la peça Tractat de pintura. Va presentar les seves pròpies creacions en dos festivals: en el Dansa València de 1990, l'obra titulada Interior 1º 1ª, i a Madrid en el Dansa’92, I de pas… Va continuar amb la seva formació en dansa, veu, cant, interpretació i dramatúrgia a Brussel·les, Barcelona i València. Durant 1992 i 1993 és becada per Teatres de la Generalitat Valenciana per a una residència a Nova York amb l’objectiu d’especialitzar-se en tècniques de nova dansa: improvisació, release, body-contact, Klain, Alexander i body-mind. Va ser directora de la companyia La sonrisa de Caín.

## Significació
Aquesta versatilitat i multidisciplinarietat és la principal característica d’aquesta dona, que ha estat pionera en fomentar les relacions entre la dansa i altres arts al País Valencià. Com a docent ha impartit cursos complets i cursets des de 1980 en diversos països i institucions. Va ser professora del Títol Universitari de Dansa Contemporània de la Facultat de les Arts d’Altea (Universitat Miguel Hernández d’Elx) del 2000 al 2003 i, des de l’any 2004, forma part del claustre de professors de Dansa Contemporània al Conservatori Superior de Dansa de València.

## Estrenes
En tornar a la seva terra va fundar el 1992 una nova companyia, La sonrisa de Caín, amb la qual va crear, dirigir i interpretar diversos espectacles: I a sota tota la resta, Multiverso (1995), Ex-pressió (1996), Hu-mà (1998), Em faig la morta (2000), Toca’m amb els teus ulls (2002), Flesh 174 (2004), Malajes, que va ser guardonada amb el premi a la millor direcció escènica de dansa en els premis Abril 2008, +Sola i Blau Sostingut. La sonrisa de Caín va suspendre momentàniament la seva activitat l’any 2012. Cristina Andreu no va deixar de col·laborar durant aquests anys amb altres companyies com a ballarina i coreògrafa, com ara a Visc en temps ombrívols d’Ananda Dansa o Pasionaria de Bambalina, i, també, per a altres institucions, com el Festival de Teatre Medieval d’Elx o el Festival VEO de València el 2006. D’altra banda, va participar en accions, performances, jam sessions, etc., com en la inauguració de l'espai L’ObertDansa el 1994 amb El silenci del carrer, improvisació per a onze ballarins. El 1995 va dirigir i interpretar Solament queda espai per… ballem?, acció de moviment improvisat per a duo i bateria en l’obertura de l'estudi de pintura Equipo Coca. Va crear i interpretar l’acció de moviment Infinit blau, concebuda per a l’obra plàstica de Felicia Porta a l’Institut Valencià de la Dona el 1996, i l’any següent va improvisar dos solos amb el Grup Instrumental de València en el monogràfic sobre John Cage, Imaginary Landscape, que va dirigir Joan Cerveró a l'IVAM. Una altra de les seves obres que demostra l’interès per altres arts és Empremtes 3, improvisació compartida amb el músic Jorge Gavaldá i l’artista plàstica Maria Fernández, a La Nau de Sagunt el 2007.